# Antonín Jaroslav Beck
Antonín Jaroslav Beck, v německých pramenech rovněž Anton Jaroslaus Beck, též Anton von Beck, (6. ledna 1812 Budeč – 19. srpna 1895 Vídeň) byl český a rakouský právník a politik, v polovině 19. století poslanec Říšského sněmu.

## Biografie
Vychodil školy ve Znojmě a Brně, pak absolvoval práva na Vídeňské univerzitě. Nastoupil jako pěstoun do rodiny knížete Schwarzenberga. Působil jako redaktor a publicista. Věnoval se i regionálnímu místopisu. V roce 1841 napsal knihu Der Budweiser Kreis im Königreiche Böhmen.
Během revolučního roku 1848 se zapojil do veřejného dění. Ve volbách roku 1848 byl zvolen na ústavodárný Říšský sněm. Zastupoval volební obvod Třeboň. Na sněmu patřil do bloku pravice. Riegrův slovník naučný ho popisuje jako člena konservativnější frakce slovanské pravice. Od roku 1849 byl redaktorem české verze říšské Sbírky zákonů a zasedal v komisi pro ustavení českého právního názvosloví. Česká redakce sbírky zákonů vznikla na základě pociťované potřeby zajistit co nejrychlejší překlad zákonných norem přímo ve Vídni (dosud český překlad vznikal dodatečně). Návrh byl schválen 4. března 1849. Redakci předsedal Pavel Josef Šafařík, pak v jejím čele dlouhodobě působil Alois Vojtěch Šembera. Beck se na redigování zákoníku podílel do roku 1857. Přispíval do časopisu Musejník a vedl spor s Karlem Havlíčkem Borovským o Vídeňský denník. Později byl ředitelem Státní tiskárny ve Vídni. Byl členem České akademie věd.
Od roku 1885 působil jako člen Panské sněmovny (jmenovaná horní komora Říšské rady). Město Slavonice mu udělilo čestné občanství.
Jeho syn Max Wladimir von Beck byl počátkem 20. století předsedou vlády Předlitavska.